# Fumio
Fumio（漢字例「文雄」「文夫」「文男」「史雄」等）是日本插畫家。主要擔當成人向美少女遊戲的原畫及人物設計、輕小說封面及插畫工作。同人社團「裏FMO」的主持人。

## 经历
出生于大阪，但很小的时候就搬到了东京，因此完全不会说关西话。学生时代在兵库县长大。小时候很喜欢漫画和游戏，在上大学之前在这些上面花费了大量的时间，梦想是成为漫画家。高中的时候受PC-98和PC Engine的影响，开始对游戏原画产生了兴趣。但大学的时候脱离了宅文化，开始摸索作为一般人的生活。而毕业后无法就业的时候，就把精力投入了当时还处于黎明期的互联网，一边打工一边经营着个人网站。刚开始是在叫作「FMO」的网站上做GIF动画，后来突然对美少女画产生了兴趣，开设了里网站「里FMO」，和当时也刚开始开设网站的年轻美少女作家渐渐熟识，回到了宅文化之中。慢慢开始接到一些美少女游戏选集的工作，然后作为成人漫画家出道，并上京。后来一直作为游戏原画家活动。

## 作品

### 美少女遊戲
- 小拘女
- Crank In
- Sweet Legacy 再製版
- 雪之歌
- God damn & Je t'aime
- 天空之歌
- 智代After ～It's a Wonderful Life～
- 歡迎來到Pia Carrot!!G.O.
- LYRICAL LYRIC
- 歡迎來到Pia Carrot!!G.O.SE
- LYRICAL DS
- 星之歌
  - 星之歌 ～星光小夜曲
- 灰色的果實
  - 灰色的迷宮
  - 灰色的樂園

### 輕小說
成人向
- - 若月光，美少女文庫
- - 三日月紅月，美少女文庫

一般向
- Canvas2～茜色的調色盤～ - 岡崎泉美，Fami通文庫
- SAKURA ～雪月華～ - 岡崎泉美，Fami通文庫
- 夏色的砂時計  - 岡崎泉美，Fami通文庫
- 拿出男子氣概吧！倉田君！ - 齋藤真也，MF文庫J，尖端出版代理發行

## 備註
1. ↑  博客來書籍館 > 拿出男子氣概吧！倉田君！(01)小說 （页面存档备份，存于） （繁體中文）
2. ↑  . E☆2ぷらす. 2011年12月, 2: 17 （日语）.

## 外部連結
- 裏FMO（页面存档备份，存于） - 同人社團 （日語）
- Fumio的X（前Twitter） （日語）